# Messier 66
Messier 66 (NGC 3627) é uma galáxia espiral localizada a cerca de trinta e cinco milhões de anos-luz (aproximadamente 10,73 megaparsecs) de distância na direção da constelação de Leão. Possui uma magnitude aparente de 8,9, uma declinação de +12º 59' 28" e uma ascensão reta de 11 horas, 20 minutos e 15,1 segundos.
A galáxia NGC 3627 foi descoberta em 1780 por Charles Messier.

## Descoberta e visualização

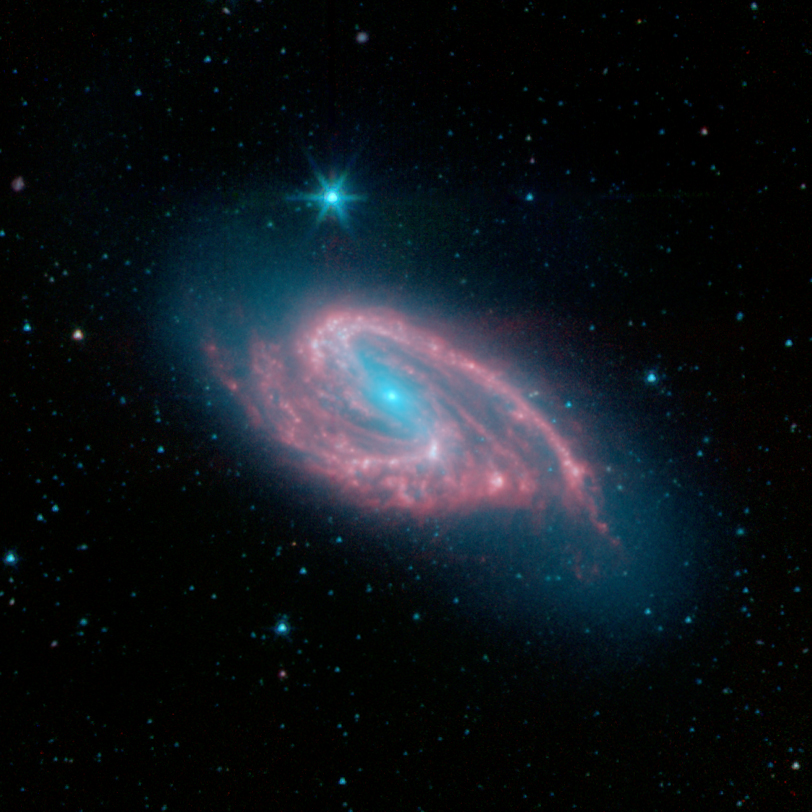
Messier 66, Telescópio Espacial Spitzer

A galáxia espiral foi descoberta pelo astrônomo francês Charles Messier, descobrindo na mesma ocasião Messier 65. Ambos foram catalogados em 1 de março de 1780. Ao descrever a descoberta da galáxia, William Henry Smyth atribuiu erroneamente a descoberta de M65, M66 e M68 ao amigo e colega de observatório de Messier, Pierre Méchain, erro propagado historicamente mesmo em livros mais recentes.

## Características
A galáxia, juntamente com Messier 66 e NGC 3628, formam um grupo galáctico, conhecido como o Trio do Leão, localizado a cerca de 35 milhões de anos-luz em relação à Terra. A galáxia é maior do que sua companheira de grupo, M65, e tem um núcleo galáctico bem desenvolvido mas não muito definido. Seus braços parecem ser distorcidos e estão deslocados acima do plano galáctico.
Até o momento, quatro supernova foram encontradas na galáxia: SN 1973R, uma supernova tipo II que alcançou a magnitude aparente 15, descoberta em 12 de dezembro de 1973; SN 1989B, descoberta em 31 de janeiro de 1989, alcançando a magnitude aparente 12,2; SN 1997bs, uma supernova tipo IIn descoberta por astrônomos no observatório Lick, alcançando a magnitude aparente 17; e SN 2009hd, descoberta por Berto Monard em 2 de julho de 2009, alcançando a magnitude aparente 15,8.

## Galeria

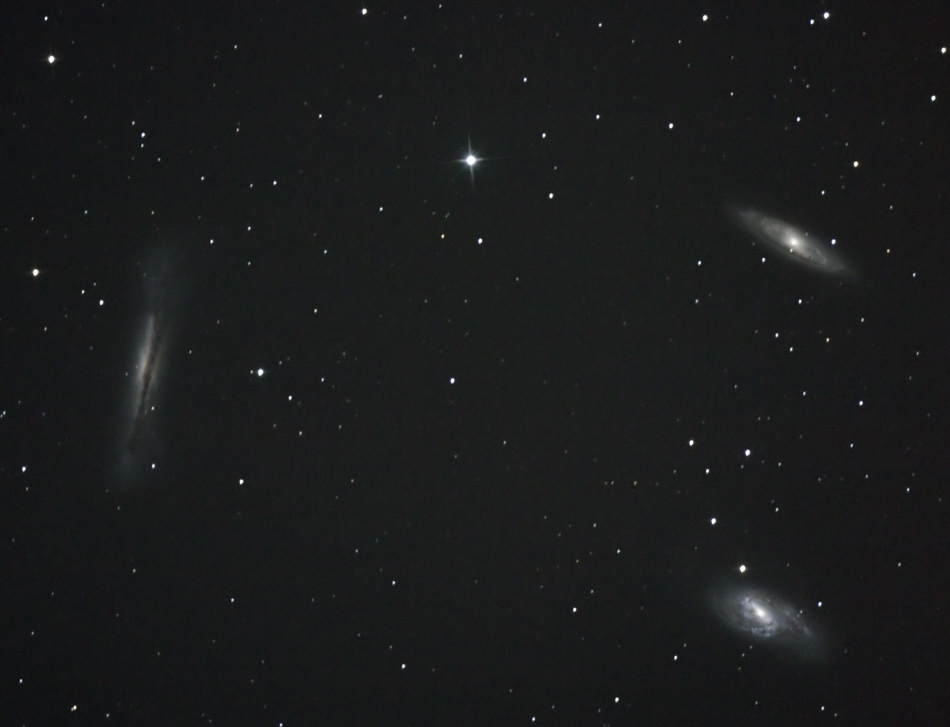
Trio do Leão, com Messier 66 no canto inferior direito
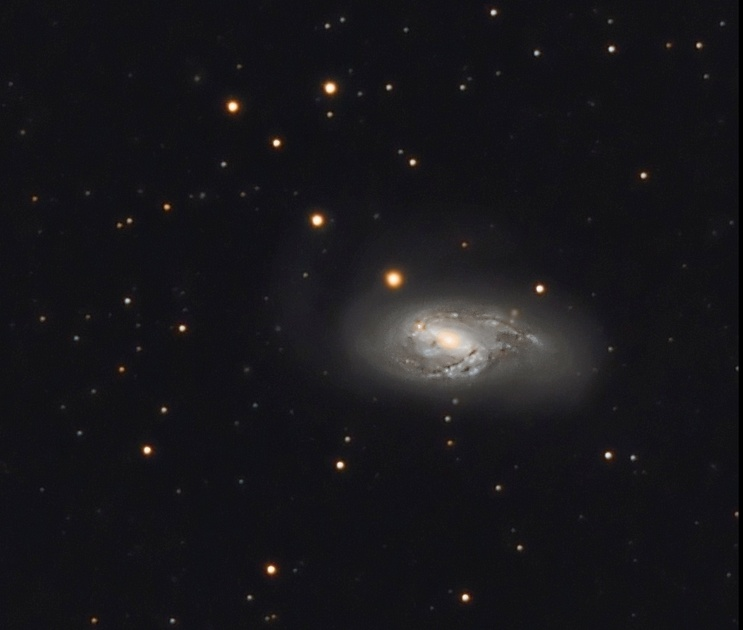
Messier 66, Hunter Wilson
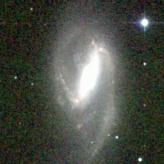
Messier 66, projeto 2MASS
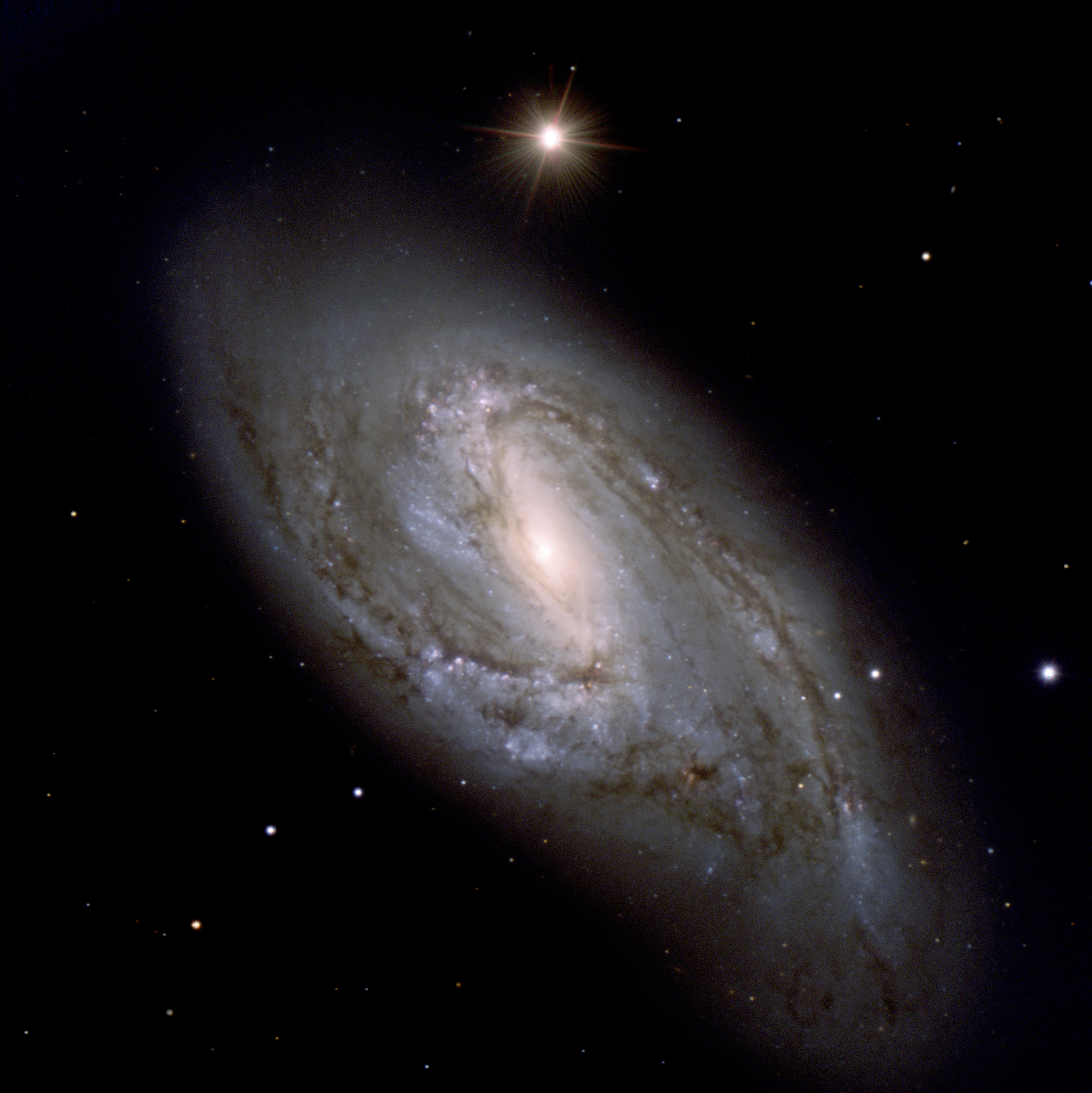
Messier 66, Telescópio Espacial Hubble
- Vídeo mostrando uma aproximação a Messier 66 (ESA/Hubble)